# Kyankwanzi (district)
Le district de Kyankwanzi est un district d'Ouganda. Sa capitale est Kyankwanzi.

## Histoire
Ce district a été fondé en 2010 par séparation de celui de Kiboga.